# Pachycondyla ilgii
Pachycondyla ilgii är en myrart som först beskrevs av Auguste-Henri Forel 1894.  Pachycondyla ilgii ingår i släktet Pachycondyla och familjen myror. Inga underarter finns listade i Catalogue of Life.

## Bildgalleri

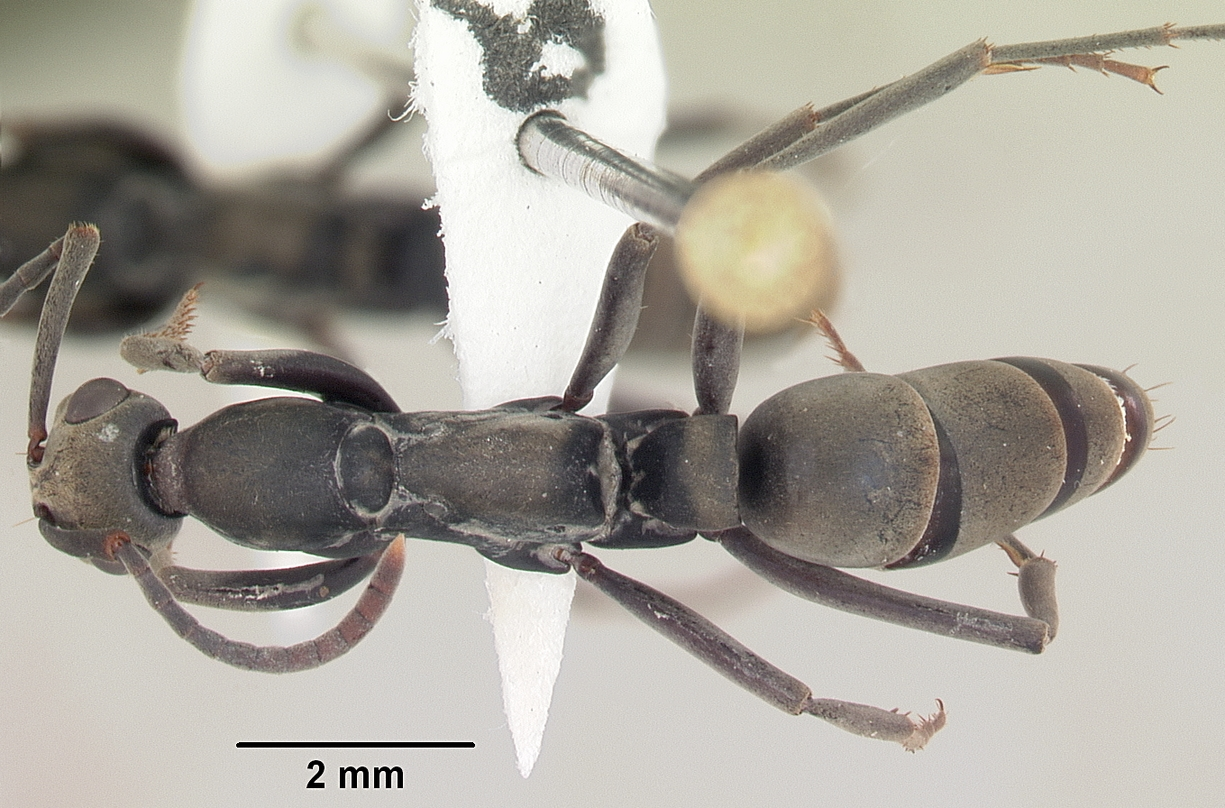
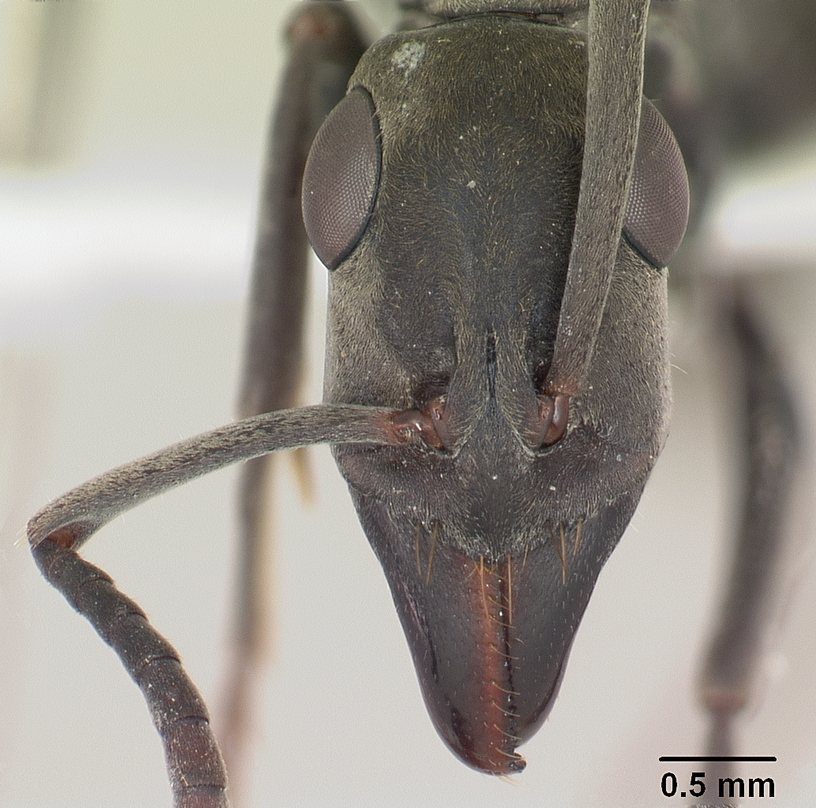
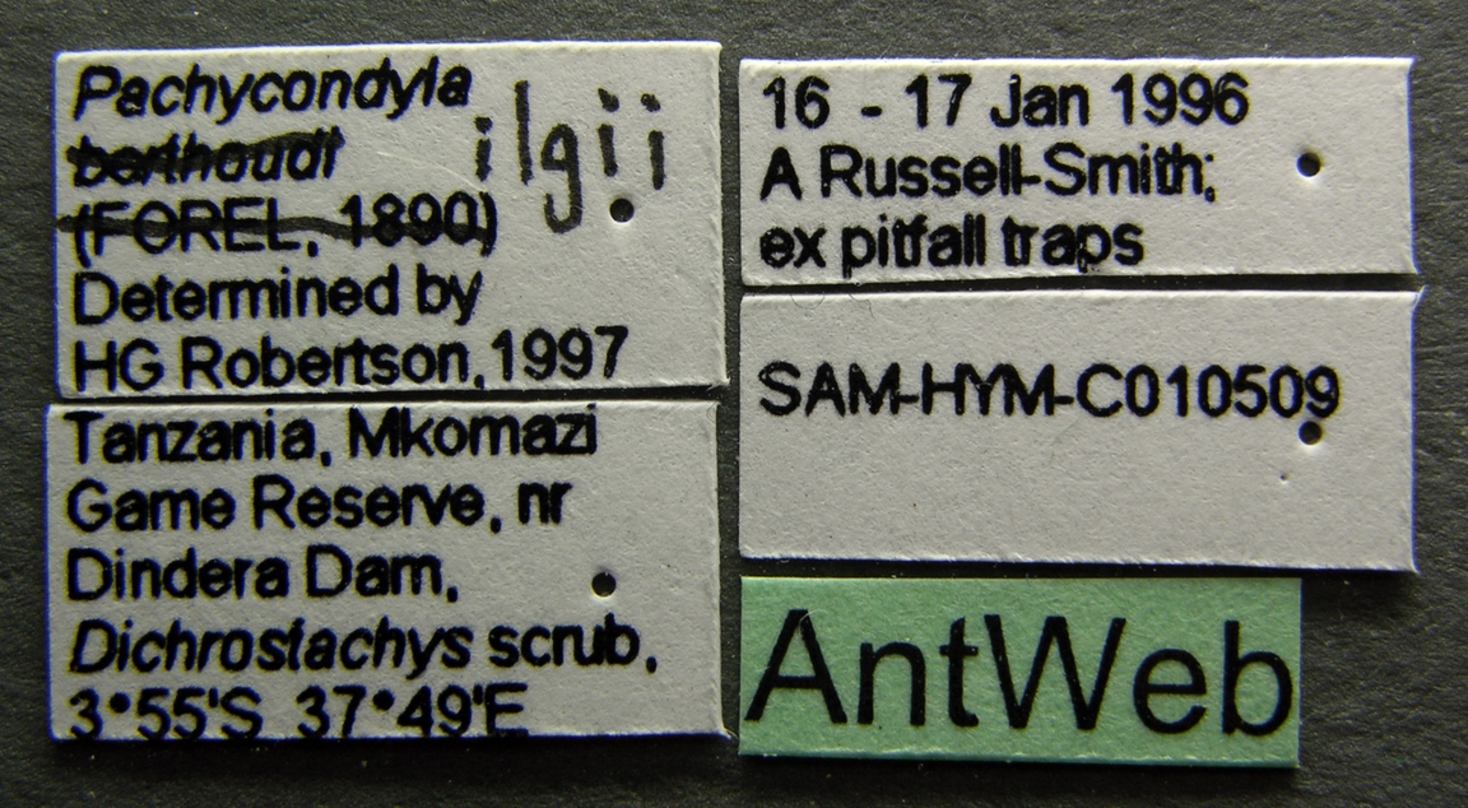
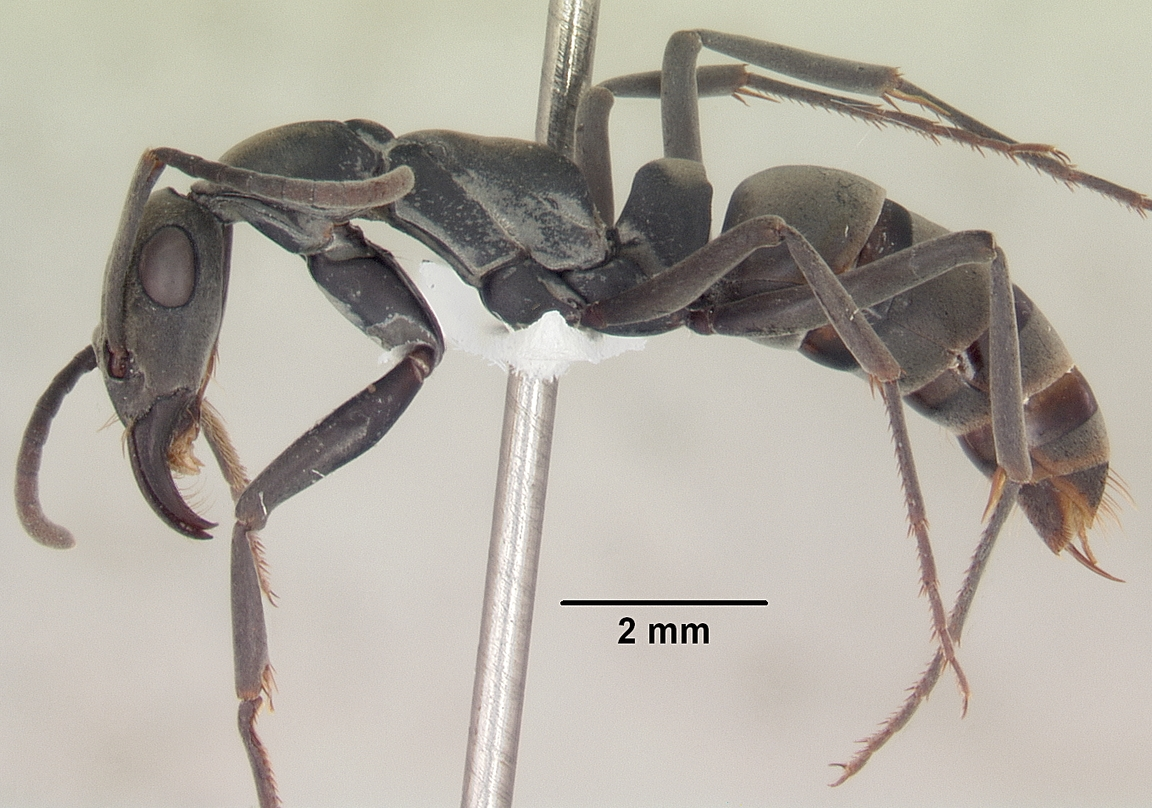